# Aarão de Lacerda
Aarão Soeiro Moreira de Lacerda fue un escritor y profesor de la Escola Superior de Belas-Artes do Porto (Facultad de Artes y la Escuela de Bellas Artes de Oporto, EBAP) nacido en 1890 y fallecido en 1947.

## Trayectoria
De Lacerda acumuló a lo largo de su vida varios títulos y trabajos. Comenzó su carrera como discípulo de Joaquim de Vasconcelos. Con sólo 25 años, en 1915 celebró su primera exposición en Oporto, junto con Diogo de Macedo, João Lebre e Lima y Nuno Simões. Esta exposición fue acompañada de un programa paralelo de conferencias y veladas musicales. Ese mismo año publicó su libro Da Ironia, do Riso e da Caricatura (La ironía, la risa, y la caricatura). 
En 1918 fue nombrado profesor de Historia del Arte y Arqueología artística. También ese año fundó, junto con José Ferreira, Mendes Correia y Luís Viegas la Sociedad Portuguesa de Antropología y Etnología. 
En 1924, presenta O Fenómeno Religioso e a Simbólica (El fenómeno de los símbolos religiosos), un estudio actual y valioso de antropología, arqueología e historia del arte portugués, ampliándolo más allá del estricto tema de este trabajo. En 1928 escribió un artículo sobre Goya en O Comercio de Porto. En 1929, publicó un importante estudio titulado História da Arte Portuguesa (Historia del Arte portugués), insertado en la obra História de Portugal, (Historia de Portugal), liderado por Damião Peres. 
En 1939, Aaron de Lacerda fue nombrado director de la Escuela de Bellas Artes de Oporto. Más tarde, el 16 de noviembre asumió la presidencia de la junta escolar. 
En 1942 publicó el 1º volumen de su contribución más famosa de la literatura, la História da Arte em Portugal (Historia del arte en Portugal). Fue profesor de Historia General del Arte (silla n.º 8) en la Escola Superior de Belas-Artes do Porto.
En 1912, en Coímbra, fundó la revista Dionysos.